# Stewie Kills Lois
"Stewie Kills Lois” is de 100e aflevering van de Amerikaanse animatieserie Family Guy. Deze aflevering werd aldaar voor het eerst uitgezonden op 4 november 2007.

## Verhaal
Lois is jarig en om dat te vieren krijgt ze van Brian een cruise cadeau samen met Peter. Stewie is boos dat hij niet mee mag en bedenkt een plan om zijn moeder Lois te vermoorden. Stewie vaart met een bootje naar het cruiseschip en heeft een pistool meegenomen. Eenmaal bij Lois aangekomen schiet hij haar neer en ze valt in het water. Het is hem eindelijk gelukt wat hij al die 6 seizoenen al had geprobeerd. Als Peter weer thuis is, krijgt hij het slechte nieuws te horen. 
Een jaar later verspreekt Stewie zich door te zeggen dat Meg het goed doet als moederfiguur sinds de moord op zijn moeder. Brian krijgt nu eindelijk door dat Stewie de moordenaar is, echter alle anderen in Quahog denken dat Peter de moordenaar is. Maar eenmaal in de rechtbank, op het moment dat de rechter de uitspraak wil doen, komt Lois binnen. Iedereen is weer blij om haar te zien en als ze haar vragen wie heeft geprobeerd haar te vermoorden roept ze "It was Stewie!".

## Opmerkingen
- De poster van deze aflevering is een parodie op die van Mr. & Mrs. Smith.
- Als er in de rechtszaal iedereen opeens ‘‘Oh No’’ dan komt opeens de Kool-Aid Man binnen en zegt: ‘‘Oh Yeah’’ net als in de eerste aflevering van Family Guy.